# 춤추는 맨발
《춤추는 맨발》은 1983년 11월 13일에 MBC TV에서 방영되었던 베스트셀러극장이다.

## 줄거리
소매치기 조풍세(유인촌)는 어느 날 지하철 안에서 한 여성의 핸드백에 손을 대려다가 자신을 미행하는 형사(임문수)를 발견하고 지하철 밖으로 나온다. 잠시 후 풍세는 형사의 시선을 피하기 위해 바닥에 떨어진 담배를 줍는 척하다가 한 잡지의 사진기자(임채무)에게 포착되어 훌륭한 시민으로 잡지에 실린다. 본의 아니게 유명해지게 된 풍세는 여기저기 불려다니며 그 과정에서 숨어 있었던 또다른 자아를 발견하게 되는데...

## 출연
- 유인촌
- 김영애
- 이혜영
- 나종미
- 임문수
- 임채무
- 이묵원
- 신충식
- 남영진
- 강석란
- 신명철
- 최선균
- 최민경
- 송정훈